# Hermandad de Zamarrilla (Málaga)
La Hermandad de Zamarrilla, cuyo nombre oficial es Real y Excelentísima Hermandad de Nuestro Padre Jesús del Santo Suplicio, Santísimo Cristo de los Milagros y María Santísima de la Amargura Coronada “Zamarrilla”, es una corporación Pública de culto católico bajo la autoridad inmediata de la Iglesia, Obispado de Málaga, y tiene su Sede Canónica en la ermita de Zamarrilla. La Hermandad está sujeta a sus propios estatutos, a las disposiciones del Ilmo. Sr. Obispo y al Derecho Canónico en general, así como al derecho común que le pueda corresponder como corporación sin ánimo de lucro. Esta corporación se constituye como Hermandad de Penitencia por dar culto a momentos de la Pasión y Muerte del Señor y al dolor de su Santísima Madre.

## Historia
En el año 1788 se crea un rosario en torno a la "Cruz de Zamarrilla" situada en los inicios del Camino de Antequera (en la actual calle "Martínez Maldonado") construyéndose una ermita en su honor presidida por un crucificado (Santo Cristo de Zamarrilla); en
1792 se incorpora la primera advocación mariana. Después de un período de decadencia a finales del siglo XIX y principios del siglo XX, en 1921 se reorganiza la hermandad efectuando su primera salida procesional con la Virgen de los Dolores (a la que se le cambiaría su advocación por Amargura), cuatro años más tarde se incorpora la imagen y el grupo escultórico de Nuestro Padre Jesús del Santo Suplicio, realizado por el imaginero sevillano Antonio Castillo Lastrucci. Con la quema de iglesias y conventos de 1931, la Hermandad lo pierde prácticamente todo. Por este motivo, se adquiere en 1935 la talla de una dolorosa procedente de Álora, la Virgen del Amparo,que sustituyó a la Virgen desaparecida y se encarga al imaginero malagueño Francisco Palma García que realice la imagen de un crucificado (no pudiendo empezar la obra por fallecimiento, efectuándola su hijo Francisco Palma Burgos) reorganizándose la hermandad en 1939 en la parroquia de San Felipe Neri. En el año 1945 la Hermandad retorna a la que fue su sede desde el siglo XVIII, la ermita de Zamarrilla, tras acabar las obras de restauración. En el año 1985 la Hermandad bendice a un tercer titular, Nuestro Padre Jesús del Santo Suplicio, una talla que venía a rememorar aquella que se perdió en el 31 realizada por Francisco Palma Burgos (siendo su última obra).
En el año 1996 la Hermandad inaugura la Casa-Hermandad, en el 2003 se corona canónicamente a la dolorosa trinitaria-perchelera estrenando trono para la ocasión, haciéndolo en el 2006 el Santísimo Cristo de los Milagros. En 1999 se crea la Banda de Música de Zamarrilla de la propia Hermandad.

## Iconografía
Nuestro Padre Jesús del Santo Suplicio (que aún no sale en la Semana Santa de Málaga) representa el momento del despojo de las vestiduras a Jesucristo antes de ser crucificado; el Santísimo Cristo de los Milagros muestra al Señor muerto en la cruz ya traspasado por la lanza. María Santísima de la Amargura es una dolorosa implorante.

## Imágenes
El Santo Suplicio (1985) y el Cristo de los Milagros (1939) fueron realizados por Francisco Palma Burgos, siendo la última y la primera obra de éste imaginero; La Virgen de la Amargura se atribuía a Fernando Ortiz (siglo XVIII) y según los últimos estudios realizados por el doctor en Historia del Arte, Juan Antonio Sánchez López a Antonio Gutiérrez de León y Martínez (segunda mitad del siglo XIX), de la familia de Salvador Gutiérrez de León (siglo XVIII-XIX).

## Cultos Anuales
La Hermandad como corporación religiosa católica, vinculada a la Iglesia y en cumplimiento de sus fines tiene como una de sus principales premisas el culto religioso.
El calendario de cultos de la Hermandad muestra los numerosos actos religiosos que se llevan a cabo durante el año en honor a los Sagrados Titulares. Las fechas más significativas son las siguientes.
- Misa semanal de Hermandad. Cada domingo a las 11:00 h en la ermita de Zamarrilla.
- Cultos cuaresmales. El primer jueves de Cuaresma y durantes tres días se celebra el Triduo cuaresmal en honor de los sagrados titulares con misa vespertina, rosario, exposición del santísimo e imposición de medallas.
- Exaltación de la Cruz. Función en honor del Santísimo Cristo de los Milagros. 14 de septiembre.
- Festividad Dolores Gloriosos de la Virgen. Función en honor de María Stma. de la Amargura Coronada. 15 de septiembre.
- Solemnidad de Cristo Rey. El último domingo del mes de noviembre se celebra una función en honor de Ntro. Padre Jesús del Santo Suplicio.
- Aniversario de la coronación canónica de María stma. de la Amargura Coronada. Función solemne, besamanos, imposición de medallas y presentación de niños. 25 de octubre.
- Misa de Acción de Gracias. El Domingo siguiente al Domingo de Resurrección.
- Cultos externos. En los cultos externos la Hermandad hace potestación pública de fe católica por las calles de la urbe malacitana, significando por encima de todo, la jornada del Jueves Santo y madrugada del Viernes Santo, donde la Hermandad realiza estación de penitencia por las calles de Málaga. Asimismo como precepto cuaresmal, el tercer viernes de Cuaresma se realiza un solemne viacrucis en la parroquia de Santa María de la Amargura, con la imagen de Ntro. Padre Jesús del Santo Suplicio, previo y posterior traslado desde la ermita. Completando estos cultos externos nos referimos al Sábado de Pasión que sin significar un culto en sí mismo, se veneran las Sagradas imágenes del Stmo. Cristo de los Milagros y María Stma. de la Amargura por el barrio de la Trinidad en su traslado desde la ermita a los tronos procesionales en la Casa Hermandad

## Procesión
Esta Hermandad como reflejo de sus intenciones y razón de existencia tiene como intención primordial el culto externo del Señor y de su Santísima Madre, por lo que cada año realiza una estación penitencial por las calles de Málaga en fechas correspondientes a la Semana Santa, concretamente el Jueves Santo para así conmemorar y recordar la pasión y muerte del Señor. La corporación, como integrante de la Agrupación de Cofradías de Málaga, está sujeta a un orden de procesión y horarios dentro de la jornada para respetar y convivir con las restantes cofradías de la jornada, así como la obligación de transcurrir por un itinerario de paso general para todas las hermandades, es el llamado recorrido oficial o carrera oficial.
En la actualidad la Cofradía se pone en la calle alrededor de las 19:30h de la tarde del Jueves Santo desde la ermita de Zamarrilla de donde comienza a salir la procesión encabezada por la cruz guía. Tras ella hermanos nazarenos portando insignias y cirios que anteceden a los tronos. Estos últimos donde aparecen las Sagradas imágenes realizan su salida desde la sede social o casa museo, la Casa Hermandad debido al tamaño considerable. Posteriormente sobre las 22:40 entra en el recorrido oficial que constituye la Alameda Principal, Larios, Pza de la Constitución, donde se instala la tribuna oficial o presidencial, y la calle Granada. La entrada o encierro en su casa tras finalizar la procesión se produce sobre las 3:30 de la madrugada ya del Viernes Santo
Actualmente este es el itinerario que realiza por las calles de la ciudad: 
- Salida. C/Martínez Maldonado, Mármoles, Puente de la Aurora, Rampa de la Aurora, Pasillo Santa Isabel, Cisneros, Especerías, RECORRIDO OFICIAL, [seguir]

Ocupa el sexto lugar de las ocho cofradías que procesionan este día, transcurriendo por el recorrido oficial entre las Hermandades de la Misericordia y la Esperanza.
El sábado anterior al Jueves Santo, la hermandad realiza un traslado por las calles del barrio de sus Sagrados Titulares de cara a entronizarlos en los tronos para el Jueves Santo, las imágenes son trasladadas en pequeños tronos o andas desde su sede canónica hasta la casa hermandad que constituye el lugar de salida de la procesión como consecuencia del tamaño de los tronos.

## Tronos
El trono del Santísimo Cristo fue realizado por Hermanos Caballero (carpintería, talla y ebanistería)y el taller de orfebrería andaluza de Manuel de los Ríos (escultura y orfebrería) realizándose entre los años 2004 y 2006,es portado por 212 hombres y un peso estimado de unos 2.932 kg . El trono de la Virgen fue realizado por el taller de Orfebrería Andaluza de Manuel de los Ríos en 2002-2003,contiene 300 kg de alpaca, las barras de palio son de Francisco González Herrera (1942), las más antiguas de Málaga, el manto es de los Talleres de Esperanza Elena Caro (1977) y el palio de las Madres Adoratrices (1978-1988) sobre el antiguo de las Madres Trinitarias (1943), el trono de la Stma. Virgen tiene un peso estimado de unos 4.226 kg resultado de la suma de la mesa, cajillo, arbotantes, palio, barras de palio, manto, candelería, peana, jarras, ánforas, etc, y es portado por 274 hombres.

## Marchas dedicadas
Banda de Música:
- Cristo de los Milagros, Juan Ruano Calleja (1943)
- Virgen de Zamarrilla, Antonio Rozas Matabuena (1987)
- Zamarrilla, Rafael Hernández Moreno (1987)
- Al Cristo de los Milagros, Adolfo Gálvez González (1997)
- Cristo de los Milagros, Francisco Martínez Santiago (1998)
- Santo Suplicio, Fernando Claros Muñoz (1999)
- A la Rosa, José Ramón Valiño Cabrerizo (s/f)
- Virgen de la Amargura, José Jiménez Carra (s/f)
- María Santísima de la Amargura, Santiago Jesús Otero Vela (2001)
- Bajo tu manto, Amargura, Adolfo Gálvez González (2002)
- Amargura Coronada, Abel Moreno Gómez (2003)
- Amargura de Leyenda Coronada, José Luis Arias Bermúdez (2003)
- Amargura Malagueña, José Antonio Lagos Cegarra (2003)
- Coronación de la Amargura, José Antonio Molero Luque (2003)
- Coronación de Zamarrilla, Gabriel Robles Ojeda (2003)
- Madre Amargura, Ángela Frías Gaviero y Francisco Javier Porras García (2003)
- Reina de la Amargura Coronada, Santiago Jesús Otero Vela (2003)
- Rosa de dos barrios, Juan Alberto Pérez Pérez y Antonio Ojeda Ortiz (2003)
- Rosa de Zamarrilla, Jesús Gámez Ramírez (2003)
- Zamarrilla Coronada, Adolfo Gálvez González (2003)
- Rosa de Jueves Santo, José Antonio Molero Luque (2012)
- Lama Sabactani, Javier Miranda Medina (2014)
- Milagros de Zamarrilla, Gabriel Robles Ojeda (2014)
- Milagro el de tu mirada, Adolfo Gálvez González (2014)
- Poder de Cristo, José Luis Arias Bermúdez (2014)
- Rosae Caeli, Francisco Jesús Flores Matute (2014)
- Santísimo Cristo de los Milagros, José Antonio Molero Luque (2014)
- De tus milagros, la Amargura, Óscar Mosteiro Mesa (2015)
- La Zamarrilla, José Luis Pérez Zambrana (2017)
- Tras de Ti, Amargura, Jesús Diéguez Díaz (2018)
- Un Refugio Bajo tu Manto, José Ignacio Fortis Pérez (2019)
- La Rosa Blanca, Alberto Muñoz Fernández  (2022)

Cornetas y Tambores:
- La Virgen de la Amargura, Alberto Escámez (1952)
- Virgen de Zamarrilla, José Antonio Jurado (1995)
- Milagros de un Jueves Santo, Miguel Ángel Gálvez Robles (2006)
- Un Milagro entre dos barrios, Fernando Jiménez Cañestro (2008)
- Un Milagro de Leyenda, José Ignacio Fortis Pérez (2011)

Capilla Musical:
- Tríptico de Zamarrilla, Francisco Jesús Flores Matute (2014)

## Principales piezas patrimoniales
- Cruz-Guía: Juan Gabriel Lamas Cuesta, 1940 (orfebrería plateada)
- Guion: Hermanas Trinitarias y Manuel Mendoza (bordado), Juan Casielles y Salvador Aguilar (diseño), Manuel Villareal y Manuel de los Ríos (orfebrería). (realizado en la década de los 60, fue enriquecido en 1991-1992 y restaurado en 2007)
- Estandartes: Luis Molledo Álvarez (pintura) Hermanas trinitarias (bordado), (realizados en 1946, restaurados en 2007) Ambos pintados sobre el terciopelo.
- Paños de Bocina: RR.MM. Filipenses de San Carlos- Madres Adoratrices (bordadas en oro sobre terciopelo morado y rojo respectivamente)
- Corona de Coronación Canónica: Manuel de los Ríos (plata sobredorada), 2002-2003
- Corona: Manuel de los Ríos 1987 (plata sobredorada)
- Corona: Anónimo cordobés 1930 (alpaca plateada y sobredorada)
- Saya de procesión: Manuel Mendoza (bordado), Salvador Aguilar (diseño), 2002-2003 (bordado en hilo de oro sobre tisú de plata)
- Toca de procesión: Joaquín Salcedo 2003 (bordada en oro sobre malla de oro)
- Toca de sobremanto: Talleres Elena Caro 1977 (bordada en oro sobre malla de oro)
- Puñal de coronación: Manuel de los Ríos, 2003 (oro de ley)
- Puñal: Manuel Seco Velasco, años 60 (plata sobredorada y pedreria)
- Manto de capilla: Manuel Mendoza y Salvador Aguilar (bordado en hilo de oro sobre terciopelo rojo), 1998.

## Curiosidades
El óleo de los estandartes están pintados sobre terciopelo ,ambos del pintor asturiano Luis Molledo, siendo obras únicas en su género, de una gran valía pictórica. La imagen de Nuestra Señora es de dimensiones algo menores al tamaño natural concitando esta dolorosa una gran devoción en toda la ciudad y fuera de ella. Marifé de Triana le dedicó un romance. La Virgen tiene una rosa roja en su pecho haciendo alusión a la famosísima leyenda del bandido.
La Hermandad posee una banda de música la cual realiza numerosas actuaciones en la calle y conciertos durante el año contando con una reconocida trayectoria desde 1999.

## Recorrido Oficial
| Predecesor: Vera+Cruz | Orden de entrada en el Recorrido Oficial (Jueves Santo) 5.º lugar | Sucesor: Mena |